# SOSTAR-X

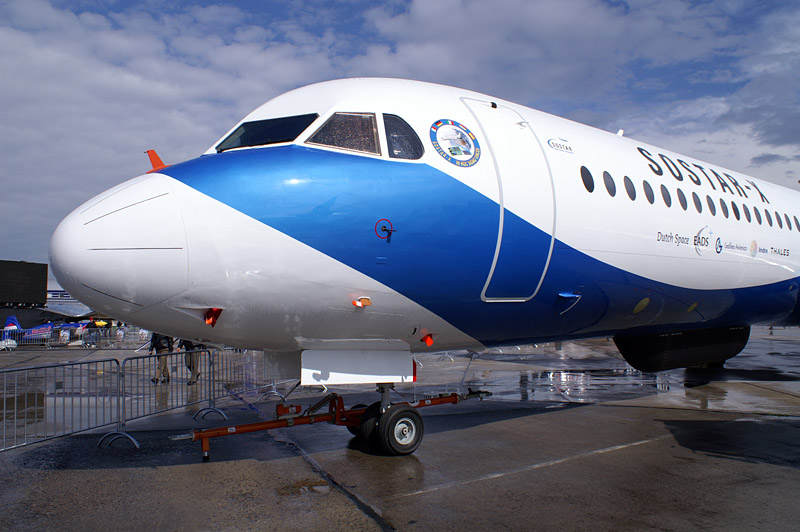
SOSTAR-X Fokker 100

SOSTAR ist die Abkürzung für Stand-Off Surveillance and Target Acquisition Radar, das übersetzt "Abstandfähiges Überwachungs- und Zielsuch-RADAR" bedeutet. SOSTAR-X ist der Einbau eines Experimentalsystems in den Prototyp 001 eines Fokker-100-Flugzeuges.
Das Programm wird von den Europäischen Nationen Deutschland, Frankreich, Italien, Spanien und den Niederlanden finanziert, fasst die Aktivitäten und Technologien zum Synthetic Aperture Radar (SAR) in diesen Ländern mit dem Ziel zusammen, eine gewisse Unabhängigkeit in den eigenen Ländern und der NATO von der US-amerikanischen Technologien zu haben.
Es gehört zur US-amerikanischen Politik, auch bei Freunden sehr restriktiv mit der Weitergabe von Technologien zu sein, die der Informationsgewinnung dienen („Information Dominance“). So werden gewonnene Informationen in den AWACS-Flugzeugen der NATO vertragsgemäß von den USA gefiltert, bis sie zumindest verzögert an die beteiligten Partner weitergegeben werden.
Obwohl die Technologie in Europa und in Deutschland bei den Dornier-Werken beim Satelliten ERS schon früh eingesetzt wurde, haben die USA die Technologie auch in Flugzeugen mit Joint STARS zur Überwachung und Aufklärung eingesetzt. Das Vereinigte Königreich beschafft derzeit solche Flugzeuge unter dem Namen ASTOR in den USA.
Analog zu den AWACS-Flugzeugen, die den Luftraum überwachen, überwacht Joint STARS den Boden in Echtzeit, das heißt die Ergebnisse liegen sofort und digital vor und können ohne Verzögerung an die zuständigen Stellen weitergegeben werden. Die NATO will im Rahmen ihrer neuen Aufgaben Krisengebiete aus der Luft beobachten, möchte aber nicht die zwischenzeitlich veralteten Joint STARS-Flugzeuge beschaffen.
Auf die Ausschreibung der NATO hin (Alliance Ground Surveillance), antworten die transatlantischen NATO-Partner zwischenzeitlich mit einem gemeinsamen Radar System (TCAR), wobei SOSTAR als anerkannter europäischer Anteil eingebracht wird.
Deutschland will diese SAR-Technologie im geplanten unbemannten System namens EuroHawk einsetzen.

## Synthetic Aperture RADAR (SAR)
Die SAR-Technologie nutzt die bekannten technischen Eigenschaften eines Radars in Verbindung mit umfangreicher und schneller Datenverarbeitung.
Grob vereinfacht erklärt wird aus dem zurückgeworfenen Signal des vom Radar angestrahlten Objektes am Boden nicht nur die Breite ausgelesen, sondern auch die Höhe, so dass sich fotorealistische 3D-Bilder ergeben. Weitere Algorithmen können die Bewegung des Objektes errechnen. Es lassen sich so genaue Abbildungen und Höhenlinien aufzeichnen. Die Dornier-Werke haben Mitte der 1990er die Länder Indonesien und Thailand mit dem DO-SAR abgeflogen und so die Grundlage für genaue Karten dieser Länder geliefert.
Der Vorteil des Verfahrens gegenüber fotografischen Aufnahmen ist, dass für jeden Punkt des Bildes die Lage, die Höhe und sofern er sich bewegt hat, auch die Geschwindigkeit gemessen wurde und ausgelesen werden kann. Das Ergebnis liegt praktisch in Echtzeit, d. h. noch im Flugzeug vor und kann über Datenlinks/Satelliten-Funk an weitere Nutzer gegeben werden. Weiterer Vorteil ist, dass diese Radarmessungen weit über 100 km von Objekt entfernt bei Bewölkung, Regen und Nacht durchgeführt werden können und immer das gleiche klare Bild liefern. Je höher das Flugzeug fliegt, desto höher ist die Reichweite, da das SAR den Regeln für optische Sichtweiten folgt. 
In Wirklichkeit ist der technische Aufwand nicht so einfach. Kernstück ist die Radarantenne, die aus tausendfachen, kleinen Sende- und Empfangsmodulen (Transmitter-/Receiver-Modules, TRM) besteht. Je mehr Module die Antenne hat und je länger sie ist, desto höher ist die Reichweite und Genauigkeit. Die Module benötigen viel elektrische Energie und Kühlung und führen, da die Antenne starr ist und sich nicht dreht wie die klassischen Radarantennen, elektronisch das laterale Schwenken des Radarstrahles durch (Active Electronic Scanning Antenna, AESA). Die Elektronik erlaubt auch das konzentrierte Abtasten kleinerer Flächen, den sog. Spot Mode in noch besserer Auflösung. In Zukunft sollen die TRM als billige und leichte Mikroelemente produziert werden.
Da der Boden mit der Geschwindigkeit des Flugzeuges in einem Streifen von über 10 km und mehr abgetastet wird, fallen hohe Datenmengen an. Die Datenverarbeitung an Bord muss entsprechend leistungsfähig und schnell sein. Mit mehreren Flugzeugen, die sich abwechseln, können so größere Krisengebiete in Form ganzer Länder ohne Unterbrechung 24 Stunden am Tag 365 Tage im Jahr beobachtet werden. 
Andere Algorithmen bestimmen die Abweichungen zum vorherigen Flug/Scan und werfen die Veränderungen im Bild aus. Diese Technik wird schon länger bei den Satelliten mit SAR an Bord zur Reduzierung des Auswerteaufwandes angewandt. 
Im Gegensatz zu Flugzeugen können Satelliten nur zu festliegenden Zeiten ein Interessengebiet überfliegen. Außerdem ist durch die Höhe die Auflösung der Bilder geringer. Beide Systeme, Satelliten und Flugzeuge, ergänzen sich. Satelliten übernehmen die langfristige Beobachtung, Flugzeuge dann die konzentrierte Überwachung.
Über Wasser funktioniert diese Technologie auch, jedoch sind hier weitere Algorithmen zur inversen Darstellung (ISAR) notwendig, da der Radar-Dopplereffekt über Wasser eingeschränkt ist. Weitere Algorithmen können aus den Umrissen z. B. den Typ des Schiffes, Fahrzeuges, Hubschraubers etc. automatisch bestimmen. 

## SOSTAR-X
SOSTAR-X ist ein SAR Demonstrationssystem, das die oben angeführten Länder seit 1999 mit ihren nationalen Industrien gemeinsam entwickeln. Ziel war es die in den einzelnen Ländern vorhandenen Entwicklungen zu bündeln und mit neuesten Technologien ein zukunftssicheres System zu schaffen. Nur so waren die USA auch bereit, eine transatlantische Kooperation für den Bedarf der NATO einzugehen.
Ziel in Deutschland ist es ein SAR-System für die Anwendung im unbemannten Flugzeug EuroHawk zu haben. Aufgabenstellung ist es, auch das System im Fluge vorzustellen und die Funktion nachzuweisen.
Das SOSTAR-X ist jedoch noch kein System mit operationeller Reife. Aus Budgetgründen wurde der Schwerpunkt auf die Entwicklung der Schlüsselkomponenten Antenne und einigen bestimmenden Datenverarbeitungskomponenten gelegt. Die Antenne ist auch nicht in voller Länge gebaut worden, sie ist aber so ausgelegt, dass sie modular auf jede gewünschte Länge und Bestückung erweitert werden kann. Für die Anwendung z. B. im unbemannten UAV EuroHawk reicht die SOSTAR-X-Kapazität sogar aus.
Als Träger für die Flugversuche wurde aus den Niederlanden der Prototyp des Flugzeugmusters Fokker 100 angeboten. Dieses Flugzeug wird von der Fa. Stork als Referenzflugzeug für die Betreuung der noch zahlreich in der Welt fliegenden Fokker 100 Flugzeuge betrieben. Dieses Flugzeug hat noch die komplette Erprobungsausrüstung aus dem Zulassungsprozess in Form von Ballast Tanks, Computer Racks und Arbeitsplätzen an Bord. Für die Erprobung des SOSTAR-X musste man lediglich unter dem vorderen Rumpf mit einigen Verstärkungen die Antenne und den stromlinienförmigen Radom (Radarkuppel) anbauen.
Die Computer zur Datenverarbeitung sind in den vorhandenen Racks eingebaut. Die Arbeitsplätze erfüllen damit sicher nicht unter der Verwendung handelsüblicher Computer die Vorstellung von Operatorarbeitsplätzen in Aufklärungsflugzeugen, aber darauf kam es nicht an.
Als internationales Programm wurden seitens der beteiligten Regierungen und der beteiligten Firmen jeweils ausführende Management Organisationen geschaffen. Die Länder Frankreich, Deutschland, Italien, Niederlande und Spanien haben in einer Regierungsvereinbarung als zentrale Auftraggeberstelle das SOSTAR Steering Committee mit Sitz beim Bundesministerium der Verteidigung in Bonn eingerichtet. Auf der Auftragnehmerseite wurde von den Firmem Thales, EADS/Dornier, FIAR, Dutch Space und Indra die SOSTAR GmbH mit Sitz bei Dornier (heute EADS) in Friedrichshafen als Hauptauftragnehmer gegründet, die die einzelnen Arbeitsanteile an Projektleitungen bei den genannten Firmen und deren weiteren Unterauftragnehmer vergab. Als Inertialnavigationssystem, welches zur hochgenauen Bestimmung von Position, Geschwindigkeit und Lagewinkeln in Echtzeit erforderlich ist, wurde ein Ringlasernavigationssystem der Fa. iMAR GmbH, Ges. für Inertiale Navigation / Deutschland eingesetzt.

## Beendigung
Am 26. September 2007 fand bei der Direction générale de l’armement in Cazaux (Frankreich) eine Abschlusspräsentation am Boden und in der Luft vor hohen Regierungsvertretern der beteiligten Nationen statt. Dabei wurde der volle Leistungsumfang nachgewiesen und das Projekt beendet. Eine Weiterführung, bzw. praktische Anwendung wurde nicht beschlossen, da zwischenzeitlich die NATO das Vorhaben Allied Ground Surveillance (AGS) mit einem bemannten Flugzeug zu Gunsten einer unbemannten Lösung geändert hat und die USA hier auf eine Komplettlieferung ihres Global Hawk drängen. Die an SOSTAR-X beteiligten Nationen konnten sich nicht zu einer konkurrierenden Weiterentwicklung des SOSTAR-X Radars für den Global Hawk einigen. Stork Fokker hat angekündigt nach Ausbau der SOSTAR-X Geräte das Flugzeug abzuwracken da weitere oder andere Einsatzaufgaben nicht akquiriert werden konnten.